# Popeye the Sailor (série de televisão)
Popeye the Sailor (Popeye, no Brasil) é uma série de desenho animado americana produzido pela King Features Syndicate TV que foi lançado entre 1960 e 1963 com 220 episódios produzidos. Os episódios foram produzidos por uma variedade de estúdios de produção e exibidos em sindicação de transmissão até a década de 1990.

## Exibição

### Exibição do Brasil
No Brasil, o desenho foi exibido no SBT de 1981 a 2000, sendo dublado no extinto estúdio Herbert Richers.
Foi reexibida na RecordTV em 2007 e 2009 através no programa infantil Record Kids, foi reexibida também no canal Gloob em 15 de junho de 2012 (a inauguração no canal) e na TV Bandeirantes em 8 de outubro do mesmo ano.
O SBT readquiriu os direitos de exibição da série e reexibiu em 2 de outubro de 2018, no programa infantil Bom Dia & Companhia.
Atualmente, a série foi disponível em 16 de setembro de 2021 na Pluto TV, o serviço de streaming da Paramount Global.

## Produção
No final da década de 1950, os curtas teatrais originais Popeye the Sailor lançados pela Paramount Pictures de 1933 a 1957 começaram a ser exibidos em muitos mercados de televisão e conquistaram grandes audiências. A King Features Syndicate, que detinha os direitos de impressão do personagem "Popeye", não ganhou nenhum dinheiro com a distribuição dos filmes teatrais do Popeye da Paramount. A fim de capitalizar a popularidade da televisão do Popeye, a King Features rapidamente encomendou uma nova série de curtas animados do Popeye feitos para a TV. Al Brodax atuou como produtor executivo dos desenhos para a então recém-criada divisão de produção e distribuição de televisão da King Features (conhecida hoje como Hearst Entertainment, em homenagem à empresa-mãe da King Features, Hearst Communications). Jack Mercer, Mae Questel e Jackson Beck retornaram para esta série, que foi produzida por várias empresas de animação diferentes, incluindo Larry Harmon Pictures, Rembrandt Films, Halas and Batchelor, Gerald Ray Studios, Jack Kinney Productions e a empresa de animação italiana Corona Cinematografica. Famous Studios, que produziu as entradas teatrais de 1942 a 1957, também retornou, embora a essa altura tenha sido renomeado para Paramount Cartoon Studios.
A série foi produzida usando técnicas de animação limitadas, cujos valores de produção contrastavam fortemente com os curtas teatrais Popeye. A arte foi simplificada, simplificada para os orçamentos de televisão, e as inscrições foram concluídas em um ritmo vertiginoso. Com 220 episódios feitos para a televisão foram produzidos em dois anos; em contraste, 231 desenhos teatrais foram produzidos ao longo de 24 anos. Várias pequenas mudanças foram feitas para os personagens. Embora a Segunda Guerra Mundial tivesse terminado 15 anos antes, Popeye ainda mantinha seu uniforme branco da Marinha, como era o caso dos shorts teatrais do pós-guerra.  A aparência de Olive Oyl era um híbrido de diferentes encarnações; enquanto sua roupa reverteu para os anos Fleischer de uma gola alta vermelha, saia preta longa e sapatos enormes, seu cabelo manteve a reforma de meados/final dos anos 1940 e 1950 iniciada pela Famous Studios. Notavelmente, o curta "Barbecue for Two" usa os designs dos curtas teatrais anteriores.
A maior mudança foi para Bluto, cujo nome foi alterado para "Brutus".  Na época, a King Features acreditava que a Paramount possuía os direitos do nome "Bluto". A King Features realmente possuía o nome, já que Bluto havia sido originalmente criado para a história em quadrinhos; no entanto, devido à falta de pesquisa completa, eles não perceberam isso e o reinventaram como Brutus para evitar supostos problemas de violação de direitos autorais. Percebendo seu erro, King Features começou a promover Brutus como um personagem totalmente novo. Seu comportamento foi ligeiramente alterado, e sua aparência física foi alterada de musculoso para ligeiramente obeso. Além disso, seu uniforme de marinheiro foi substituído por uma enorme camisa azul e calça marrom. Muitas entradas levantaram histórias diretamente da história em quadrinhos, resultando na inclusão de muitos personagens não vistos nos lançamentos teatrais, incluindo Sea Hag, Toar, Rough House e King Blozo. Como suas contrapartes teatrais, a série feita para a televisão também foi um grande sucesso de audiência. Popeye the Sailor foi ao ar em syndication nos Estados Unidos na década de 1990.  Notavelmente, os curtas da década de 1960 marcariam a última vez que Mae Questel dublaria a Olívia Palito.

## Elenco
| Personagem ( EUA) | Voz original | Dublagem BR        | Dublagem BR                  |
| Personagem ( EUA) | Voz original | Cinecastro         | Herbert Richers              |
| ----------------- | ------------ | ------------------ | ---------------------------- |
| Popeye            | Jack Mercer  | Domício Costa      | Orlando Drummond             |
| Olívia Palito     | Mae Questel  | Therezinha Moreira | Lina Rossana                 |
| Brutus            | Jackson Beck | Paulo Pereira      | Milton Luís (1ª voz)         |
| Brutus            | Jackson Beck | Paulo Pereira      | André Luiz Chapéu (2ª voz)   |
| Brutus            | Jackson Beck | Paulo Pereira      | Paulo Flores (3ª voz)        |
| Dudu              | Jack Mercer  | ?                  | João "Jacy" Batista (1ª voz) |
| Dudu              | Jack Mercer  | ?                  | Silvio Navas (2ª voz)        |
| Dudu              | Jack Mercer  | ?                  | Mauro Ramos (3ª voz)         |

## Mídia doméstica

### VHS
No final da década de 1990, a franquia de restaurantes Popeyes Chicken & Biscuits lançou a maioria dos desenhos animados da década de 1960 em VHS na linha promocional Popeye Cartoon Video Collection Series. Cada vídeo da série apresentava um segmento promocional para Popeyes mostrando imagens de vídeo de seu frango frito, biscoitos e outros produtos seguidos pelos desenhos animados de Popeye dos anos 1960. Após os desenhos, o segundo segmento para Popeyes e dois desenhos de bônus também foram apresentados.

### DVD
Em 2004, a Family Home Entertainment lançou quatro dos desenhos animados da década de 1960 no lançamento em DVD de Popeye's Voyage: The Quest for Pappy. Os curtas incluíam "Spinach Greetings" (um episódio clássico de Natal), "Popeye in the Grand Steeple Chase", "Valley of the Goons" e "William Won't Tell". 85 dos desenhos animados de Popeye da década de 1960 foram lançados em DVD pela Koch Vision em um DVD de três discos intitulado Popeye's 75th Anniversary.
Como parte do licenciamento para lançar coleções de DVD dos desenhos animados teatrais originais do Popeye que haviam sido originalmente lançados pela Paramount, a Warner Bros., que passou a possuir os curtas, também lançou uma coleção dos desenhos de TV. A coleção foi lançada em 7 de maio de 2013 e incluiu 72 desenhos animados. A maioria dos desenhos a serem lançados foram produzidos pela Paramount Cartoon Studios. A partir de 2019, nenhum outro volume foi lançado.

### Streaming
Uma versão que inclui todos os 220 curtas, apresentados em 55 desenhos de meia hora, pode ser vista no Amazon Prime Video como Classic Popeye.